# 流星錘蜘蛛
流星錘蜘蛛（英名：Bolas spider；又稱為鏈球蛛）是屬於圓蛛科但具有極特化的捕食行為。典型的圓蛛科蜘蛛會建構圓網以捕食獵物，但流星錘蜘蛛則會分泌一種特化蜘蛛絲，呈球狀、具黏性且內含吸引特定昆蟲的化學物質，並將黏球置於一條垂直的蜘蛛絲末端，狀似流星錘的外觀。流星錘蜘蛛會以步足揮動這條蜘蛛絲，使末端的黏球在空中擺動。黏球內所含的化學物質可以吸引特定的蛾或蠅類（蛾蚋科），使這些昆蟲黏上黏球而成為蜘蛛的獵物。在捕捉獵物的過程中，蜘蛛會如同漁夫釣魚時拉提魚竿以捕捉已上鉤的魚之動作，將獵物由垂直絲的末端拉至身體附近以獵殺獵物，故流星錘蜘蛛又有「釣魚蜘蛛」（fishing spiders）之稱（不過捕魚蛛屬蜘蛛亦常被稱為fishing spiders）。至於黏球內能夠吸引特定獵物的化學物質則是數種信息素，其性質與雌性蛾類吸引雄性蛾類前來交配之費洛蒙非常相似，故流星錘蜘蛛利用這些特化的費洛蒙欺騙雄蛾接近以捕捉之，可說是一種生物學上的「剝削者」。

## 描述
流星錘蜘蛛是小型的夜習性動物，雌性體長達 15 毫米而雄性體長約 2 毫米，其腹部具有奇特的瘤狀外觀。一些Mastophora屬物種（如M. cornigera）長得像鳥類的糞便，使蜘蛛在日間不易被天敵發現。M. bisaccata的外觀狀似蝸牛的殼並亦棲習在許多蝸牛的棲地中。鳥類的糞便常常會被留在葉面上方，M. bisaccata就躲藏在葉面的下方。當蜘蛛被其它動物搬動時，雌性的Mastophora屬蜘蛛會釋放出刺激性的氣味，而這種防禦行為在其它蜘蛛中，甚至在其它流星錘蜘蛛中，都很少見。這種蜘蛛在被捉取時並不會有嘗試脫逃的行為。某些Cladomelea屬的流星錘蜘蛛在日間也在葉子表面休息。在澳洲的Ordgarius magnificus蜘蛛會展示其背上的眼點以擬態成其蛾類獵物，並將葉子以絲捆綁在一起作為居所。一些雌性的流星錘蜘蛛外觀像極了鳥類糞便，因為牠們腹部背上具有許多小球狀突起及棕色的頭胸部。這樣的具有防禦性的擬態外觀除了保護蜘蛛不被天敵注目，亦可以使蜘蛛的獵物降低注意力而躲遠。

## 系統分類
流星錘蜘蛛皆屬於Mastophoreae族，其下分成3個屬：
- Mastophora（美洲流星錘蜘蛛，48種）
- Cladomelea（非洲流星錘蜘蛛，4種）
- Ordgarius（澳洲流星錘蜘蛛，12種）

典型的圓蛛科對於獵食蛾類並不是很有效率，因為蛾類翅膀上的鱗粉可以抵抗蜘蛛絲的黏性而使蛾脫逃。Scoloderus屬蜘蛛所結的梯狀網似乎特化成對付蛾類有較高的效果。這種梯狀網的垂直半徑是水平半徑的7倍長。當蛾類撞上梯狀網時，蛾會往下掉落且不斷將鱗粉附著在黏絲上，但具有極長的垂直半徑蜘蛛網可以提供更多機會將掉落中的蛾成功黏附住。不過這些Scoloderus屬蜘蛛似乎與流星錘蜘蛛的親緣關係並不接近。與流星錘蜘蛛最接近的分類群可能是圓蛛科內的Cyrtarachneae亞科（如Pasilobus屬），都是針對捕食蛾類有所特化的蜘蛛，也利用具有黏滴的黏性蜘蛛絲包覆捕捉到的蛾類。南美洲的Celaenia屬與Taczanowskia屬之圓蛛科蜘蛛也會使用具化學物質之蜘蛛絲以吸引蛾類，故也可能是流星錘蜘蛛的相近物種。
至少有4種Mastiphora屬的流星錘蜘蛛，有時候並不是以單一而是最多9顆的黏球排列在垂直絲上。這種情況目前非沒有捕捉獵物的實際觀察，但與Pasilobus屬蜘蛛網的中線非常相似。
有趣的是，與流星錘蜘蛛親緣關係並不相近的圓蛛科Kaira屬也會使用費洛蒙以吸引蛾類，且其費洛蒙成份與Mastiphora所使用的相常相似。不過，Kaira屬並不使用流星錘捕捉獵物，而是利用放在步足上的一個籃狀網。

## 分布
流星錘蜘蛛在美洲、非洲及澳洲皆有分布，但在溫帶的歐亞大陸則無。大約有一半的Mastophora屬之物種生存在南美洲。該屬廣泛地由智利南部延伸至美國南部。 M. archeri、M. bisaccata、M. hutchinsoni及M. phrynosoma廣泛地分布在美國東部大平原。M. cornigera則分布在阿拉巴馬州至加州與墨西哥北部。

## 捕食行為
每一種流星錘蜘蛛所分泌的費洛蒙通常指針對一種（或一小群）特定的蛾類，也因此牠們所依賴的蛾類獵物可能非常侷限。然而，流星錘蜘蛛仍然會試圖捕捉飛在附近的獵物，乃基於牠們優異的視覺功能。牠們也可能利用昆蟲飛行的聲音以偵測獵物。
流星錘蜘蛛的幼體與雄性成體並不使用流星錘來捕食獵物。這可能是因為牠們只能製作小型的流星錘而較快就蒸發而失去功能。然而，牠們會佇足在葉片邊緣，利用第一對步足直接捕捉獵物。蛾蚋科Psychoda屬的蠅類明顯是Mastophora屬幼體或雄性成體之流星錘蜘蛛的主要獵物。
流星錘蜘蛛在半小時沒有捕捉獵物就會攝入「流星錘」作為回收蜘蛛絲的動作。雌性的Mastophora屬流星錘蜘蛛平均一夜捕捉2隻蛾，但一夜捕捉超過6隻蛾的情況已經被發現過。

### Mastophora hutchinsoni
Mastophora hutchinsoni這種流星錘蜘蛛對特定些許的雄性蛾類具有威脅。牠們主要的獵物是雄性的Lacinipolia renigera及Tetanolita mynesalis兩種蛾類，其中前者只在22:30前活動，而後者則在23:00後活動。K.F. Haynes教授的研究指出，這種蜘蛛對於可利用獵物數量之變化有所適應。較早活動的蛾類Lacinipolia renigera對較晚活動的蛾類Tetanolita mynesalis所分泌的費洛蒙並無反應，但較晚活動的蛾類會被前者的費洛蒙所干擾而躲避之。假若蜘蛛同時分泌可以吸引二種蛾類，則必須具有分泌兩種費洛蒙的能力，但若整夜同時分泌這兩種則會不利於捕捉較晚活動的蛾類。因此，Mastophora hutchinsoni流星錘蜘蛛在夜間初期同時分泌兩種費洛蒙；但當較晚活動的蛾類出沒時，因為該蛾類會躲避第一種蛾類的費洛蒙，故蜘蛛會減少吸引先出現蛾類之費洛蒙而利於吸引後出現之蛾類。

### 變異
流星錘蜘蛛的三個屬之間存在些許行為上的變異。Mastophora會直接以第一對步足捉住流星錘，直到蛾上鉤才翹起步足將搖擺的流星錘往上拉。Ordgarius會在偵測到獵物在附近飛行時刻意揮動流星錘。Cladomelea akermani則會在等待獵物15分鐘後開始揮動流星錘，即使附近根本沒有獵物。Ordgarius有時候會在黏球的上方再製作一個較小的黏球，而其它的屬只會在絲的末端製作一個大黏球。

### 黏球
流星錘上的黏球直徑約為 2.5 毫米。黏球內部的結構則複雜不均勻，由卷曲或折疊狀的絲包覆著大量主要黏液，主要黏液表面則有黏性較低的次黏液。當蛾接觸到黏球時，次黏液會滲入蛾表面的鱗粉到接觸至表皮內部，同時會有更多的主要黏性會提供強大的張力以維持獵物的重量。黏球內部的卷曲絲則可提供獵物擺動時的延展能力。

## 生殖
流星錘蜘蛛通常在夏季末交配。在秋季末，雌性蜘蛛會產卵並製作成數個卵囊置於棲息所附近。每個卵囊皆比雌蛛大且內含幾百個卵。
雄蛛在卵囊內孵化後成長一段時間，在離開卵囊時即成熟而可交配。這種現象在蜘蛛中非常特別。

## 天敵
大多數蜘蛛的天敵不外乎鳥類及蜂類。除此之外，Gryllacrididae科的直翅目昆蟲會食用O. magnificus流星錘蜘蛛的卵，而麻蠅科的寄生性蠅類曾在同種蜘蛛的卵囊中出現。已知有5種膜翅目寄生蟲會攻擊Mastiphora屬的卵。Tromatobia notator會寄生在M. cornigera、M. bisaccata及M. phrynosoma。

## 物種
Cladomelea Simon, 1895
- Cladomelea akermani Hewitt, 1923 (South Africa)
- Cladomelea debeeri Roff & Dippenaar-Schoeman, 2004 (South Africa)
- Cladomelea longipes (O. P.-Cambridge, 1877)  (Congo)
- Cladomelea ornata Hirst, 1907 (Central Africa)

Mastophora Holmberg, 1876
- Mastophora abalosi Urtubey & Báez, 1983 (Argentina)
- Mastophora alachua Levi, 2003 (USA)
- Mastophora alvareztoroi Ibarra & Jiménez, 2003 (USA, Mexico)
- Mastophora apalachicola Levi, 2003 (USA)
- Mastophora archeri Gertsch, 1955 (USA)
- Mastophora bisaccata (Emerton, 1884) (USA, Mexico)
- Mastophora brescoviti Levi, 2003 (Brazil)
- Mastophora carpogaster Mello-Leitão, 1925 (Brazil)
- Mastophora catarina Levi, 2003 (Brazil)
- Mastophora comma Báz & Urtubey, 1985 (Argentina)
- Mastophora conifera (Holmberg, 1876) (Argentina)
- Mastophora cornigera (Hentz, 1850) (USA to Nicaragua)
- Mastophora corpulenta (Banks, 1898) (Mexico, Honduras, Nicaragua, Brazil)
- Mastophora corumbatai Levi, 2003 (Brazil)
- Mastophora cranion Mello-Leitão, 1928 (Brazil)
- Mastophora diablo Levi, 2003 (Argentina)
- Mastophora dizzydeani Eberhard, 1981 (Colombia, Peru)
- Mastophora escomeli Levi, 2003 (Peru)
- Mastophora extraordinaria Holmberg, 1876  (Brazil, Uruguay, Argentina)
- Mastophora fasciata Reimoser, 1939 (Costa Rica, Venezuela)
- Mastophora felda Levi, 2003 (USA)
- Mastophora felis Piza, 1976 (Brazil)
- Mastophora gasteracanthoides (Nicolet, 1849) (Chile)
- Mastophora haywardi Birabén, 1946 (Argentina)
- Mastophora holmbergi Canals, 1931 (Paraguay, Argentina)
- Mastophora hutchinsoni Gertsch, 1955 (USA)
- Mastophora lara Levi, 2003 (Venezuela)
- Mastophora leucabulba (Gertsch, 1955) (USA to Honduras)
- Mastophora leucacantha (Simon, 1897) (Brazil)
- Mastophora longiceps Mello-Leitão, 1940 (Brazil)
- Mastophora melloleitaoi Canals, 1931 (Brazil, Argentina)
- Mastophora obtusa Mello-Leitão, 1936 (Brazil)
- Mastophora pesqueiro Levi, 2003 (Brazil)
- Mastophora phrynosoma Gertsch, 1955 (USA)
- Mastophora pickeli Mello-Leitão, 1931 (Brazil)
- Mastophora piras Levi, 2003 (Brazil)
- Mastophora rabida Levi, 2003 (Galapagos Is.)
- Mastophora reimoseri Levi, 2003 (Paraguay)
- Mastophora satan Canals, 1931 (Brazil, Uruguay, Argentina)
- Mastophora satsuma Levi, 2003 (USA)
- Mastophora seminole Levi, 2003 (USA)
- Mastophora soberiana Levi, 2003 (Panama)
- Mastophora stowei Levi, 2003 (USA)
- Mastophora timuqua Levi, 2003 (USA)
- Mastophora vaquera Gertsch, 1955 (Cuba)
- Mastophora yacare Levi, 2003 (Uruguay)
- Mastophora yeargani Levi, 2003 (USA)
- Mastophora ypiranga Levi, 2003 (Brazil)

Ordgarius Keyserling, 1886
- Ordgarius acanthonotus (Simon, 1909) (Vietnam)
- Ordgarius bicolor Pocock, 1899 (New Britain)
- Ordgarius clypeatus Simon, 1897 (Amboina)
- Ordgarius ephippiatus Thorell, 1898 (Myanmar)
- Ordgarius furcatus (O. P.-Cambridge, 1877) (New South Wales)
- Ordgarius furcatus distinctus (Rainbow, 1900) (New South Wales)
- Ordgarius hexaspinus Saha & Raychaudhuri, 2005 (India)
- Ordgarius hobsoni (O. P.-Cambridge, 1877) (India, Sri Lanka, China, Japan)
- Ordgarius magnificus (Rainbow, 1897) (Queensland, New South Wales)
- Ordgarius monstrosus Keyserling, 1886  (Queensland)
- Ordgarius pustulosus Thorell, 1897 (Java)
- Ordgarius sexspinosus (Thorell, 1894) (India to Japan, Indonesia)

## 外部連結
- Ordgarius magnificus的圖片、描述及在澳洲之分布。
- 澳大利亞線上博物館 （页面存档备份，存于）
- Mastophora cornigera的圖片 （页面存档备份，存于）
- 流星錘蜘蛛圖片及卵囊 （页面存档备份，存于）
- Science Spider Friday: Bolas spiders （页面存档备份，存于）